# Gerrhopilus mirus
Espèce
Synonymes
- Typhlops mirus Jan, 1860

Gerrhopilus mirus est une espèce de serpents de la famille des Gerrhopilidae.

## Répartition
Cette espèce est endémique du Sri Lanka. 

## Publication originale
- Jan, 1860 : Iconographie générale des ophidiens. Tome Premier, J. B. Balliere et Fils, Paris (texte intégral).